# Японці
Япо́нці (яп. 日本人 — ніхонджін) — представники основної групи населення Японії. Слово «японці» може вживатися як нейтральний термін для означення усіх мешканців Японського архіпелагу чи як етнонім, яким позначають спільноту культурну — «японський етнос» (без рюкюсців та айнів) або політичну — «японську націю» (разом із рюкюсцями та айнами).

## Походження японців
Проблему походження японців можна розглядати з трьох позицій: расогенезу, етногенезу та націогенезу.
Більшість західних дослідників відзначає неправомірність визначати японців як расу або підрасову групу. Однак японські вчені наголошують на існуванні «японської раси» як окремого біологічного таксона. З ним же вони пов'язують становлення японського етносу і нації. На сьогодні загально визнаною вважається концепція К. Ханіхара, офіційно опублікована ним у 1990 році. Згідно з нею, сучасні японці є нащадками протомонголоїдної спільноти періоду Джьомон, близькою до яких є сучасні народи Південно-Східної Азії. Починаючи з 3 століття до н. е. і закінчуючи 7 століттям, ці протомонголоїди змішувалися з новомонголоїдними мігрантами з території Маньчжурії, Кореї і Китаю. В результаті змішання виник японський расовий тип, який став основою для формування японського етносу. Попри велику кількість огріхів у теорії К. Ханіхари, її положення можна зустріти як у наукових працях, так і шкільних підручниках.
Якщо на питання расогенезу спеціалісти готові дати певний набір концепцій-відповідей, то проблема етногенезу японців виглядає для них набагато складніше. Більшість вчених вважають, що японці як етнос виникли на основі яматоської етносуспільної групи у 6-7 століттях, основою якої стала держава Ямато у регіоні Кінкі. Проте ряд дослідників твердить, що називати яматосців японцями не можна, оскільки вони були лише частиною етнічної мапи Японії. Для цих науковців, «японці» — це термін політичний, яким були об'єднані різні етнічні групи Японського архіпелагу наприкінці періоду Едо у 19 столітті.
З погляду націогенезу, японці виникли як нація з появою національної держави Японія, у відповідь на агресивні дії національних держав Західної Європи і США. Різнокультурні спільноти японських островів, включаючи айнів і рюкюсців, були об'єднані в єдиний політичний і соціальний організм.
Труднощі, які виникають при пошуку походження японців пов'язані з відсутністю узгодженої і чіткої термінології щодо «раси», «етносу» чи «нації». Серед учених немає також і консенсусу стосовно того, яким з цих термінів позначати японців. Однак на сьогодні слово «японці» використовується переважно у нейтральному значенні, для означення жителів Японії, або ж як синонім словосполучення «громадяни Японії».

## Мова
Японська мова є рідною мовою для переважної більшості японців світу і офіційною мовою в Японії. Графічна система мови містить дві абетки (хіраґана і катакана), а також близько 4 тисяч запозичених китайських ієрогліфів. Відповідно до статистичних даних Міністерства освіти Японії, вмінням читати і писати японською володіє 99 % населення країни.
Походження і класифікація мови досі нез'ясовані. До середини 20 століття вважалося, що японська мова належить до групи тунгусо-алтайських мов і є спорідненою, зокрема, з корейською. Проте сучасні дослідники вказують на подібність основної японської лексики з лексикою мов Південно-Східної Азії. Спільність граматики з мовами півночі та близькість базової лексики японської мови з півдня Азійського континенту ускладнює процедуру класифікації. Тому японську мову заведено виділяти в ізольовану.
Окрім власне японської мови, в Японії існують мови айнів та рюкюсців. Ці мови японські дослідники розглядають як особливі стародавні діалекти японської, проте ряд західних дослідників визначає їх саме як окремі мови.

## Культура і релігія
Вважається, що в основі сучасної японської культури лежить культура аборигенів Японського архіпелагу періоду Джьомон.
Невіддільними й органічними частинами японської культури є багатогранність традицій, що зараз набувають поширення у всьому світі — класичні поезія, живопис, чайна церемонія, архітектура, мистецтво будування декоративних садів, аранжування квітів (ікебана), складання паперових фігур (оригамі), традиційна опера ноо, ляльковий театр бунраку, міський театр кабукі, японська кухня.
Як не дивно це може здатися, процес формування японської культури — це постійне запозичення та «перетравлення» іноземних ідей. Традиційно основними імпортерами світових досягнень світу були Корея, Китай, Іспанія, Португалія, Нідерланди. З середини 19 століття в ролі «інтелектуального донора» виступають країни Західної Європи та США. Пристосовані до японського ґрунту ноу-хау стали основою для розвитку японських унікальних продуктів і творів. Сьогодні серед них відомими є японська електроніка, манґа і аніме.
Релігія відіграє важливу роль у житті японців. Однак її функціонування відрізняється від подібного на Заході. Характерним є суміщення, тобто одночасна приналежність до двох чи більше релігійних течій. Основними конфесіями в Японії є синто і махаянський буддизм. Близько 1 % населення сповідує християнство.

## Етнічні групи
- Японці (яматосці, рюкюсці, айни) — близько 99 %
- Решта (китайці, корейці, бразильці, малайці, індонезійці, тайці, філіппінці, інші) — близько 1 %

У період існування Японської імперії (1867—1945) до «політичних» японців зараховували корейців і тайванців. Частина нівхів і ороків, які мешкали на Сахаліні, також мали японське громадянство. Після окупації Сахаліну СРСР, вони були вислані до Хоккайдо як «японці».

## Японська діаспора
За даними Міністерства закордонних справ Японії, кількість японців, які мешкають за кордоном, становить близько 1 мільйона осіб. Найбільше їх проживає у США, за ними йдуть японські громади у КНР, Бразилії і Великій Британії.
В Україні за переписом 2001 року налічувалось 44 японці, тоді як в інших країнах Східної Європи (Польща, Чехія. Словаччина, Угорщина, Болгарія, Югославські республіки, Румунія та Молдова) налічувалось від 50 до 100 японців.

### Ніккей
Терміном ніккей (日系 — «японський») заведено позначати людей, які мають японське коріння, пращури яких емігрували з Японії і живуть за кордоном.
В цілому, терміном ніккей називають усю японську діаспору.
Японська діаспора має 150-літню історію. Перші японські емігранти почали переселятися на Гаваї з 1868. Близько 750 000 осіб мігрували за кордон перед Другою світовою війни. Ще 250 000 переселилися за кордон у другій половині 20 століття.
Японські емігранти та їхні нащадки зберігають почуття громадської спільності і не поривають з країною своїх пращурів. Вони відіграють важливу роль у соціумах, які прийняли їх. Як приклад, можна навести правління перуанського президента Альберто Фуджіморі (1990—2000), вихідця з родини японських емігрантів.